# Museum im Stern

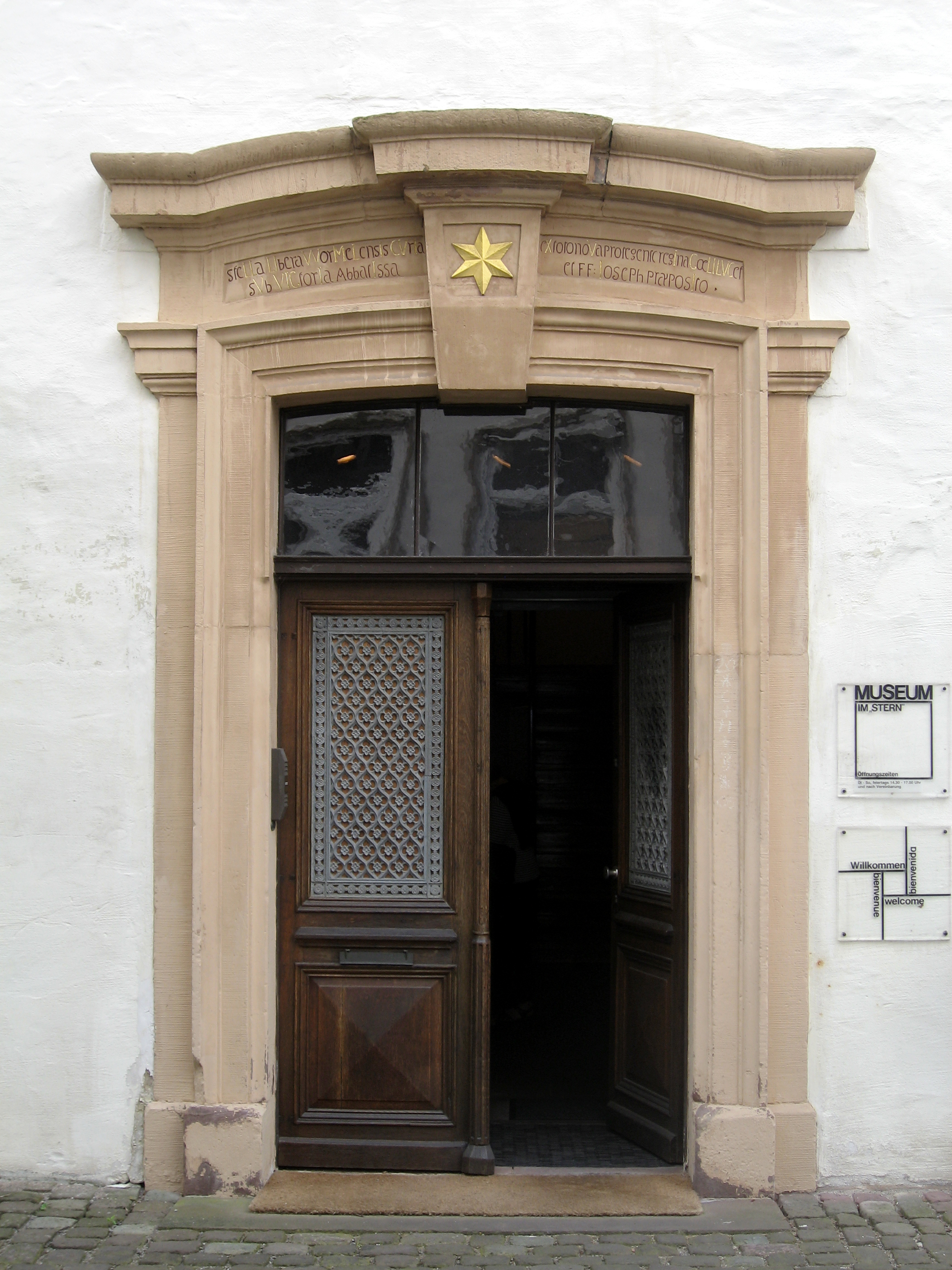
Der Eingang des Museums (2008)

Das Museum im Stern ist das Stadtmuseum der Stadt Warburg. Es wurde 1968 gegründet und ist im Haus Stern, einem ehemaligen mittelalterlichen Adelshof in der Warburger Neustadt, untergebracht. 1988 wurde das Dachgeschoss als Ausstellungs- und Vortragsraum ausgebaut und das gesamte Gebäude für die alleinige Nutzung als Museum und Stadtarchiv modernisiert.

## Museum
Das Museum gehört zu Warburgs wichtigsten kulturellen Einrichtungen. In ihm werden jährlich ca. 10 Wechselausstellungen zu Themen aus Geschichte und Kunst durchgeführt und es finden Vorträge und Konzerte im Museum im Stern statt.
Seine Dauerausstellung gliedert sich in die Abteilungen
- Vor- und Frühgeschichte mit der Darstellung frühzeitlicher Spuren der Besiedelung der Region, bandkeramischer Siedlungsfunde und dem 3,8 t schweren Zeichenstein von Warburg, einem Teil eines jungsteinzeitlichen Grabes bei Hohenwepel aus dem 4. Jahrtausend v. Chr.
- Stadtgeschichte mit Darstellung der Stadtgründung und -entwicklung, Dokumentationen von Ausgrabungen auf der Hüffert und am Burgberg, Rekonstruktionszeichnungen von Stadtbefestigung, Rathäusern und Bürgerhäusern im mittelalterlichen Zustand, einem Modell des ehemaligen Klosters Hardehausen und Dokumentationen zur ehemaligen Warburger Synagoge.
- Wirtschaftsgeschichte mit Einrichtungen einer kompletten Schusterwerkstatt und Dokumentationen zur Post- und Bahngeschichte und
- Kunstgeschichte mit Werken des Warburger Gold- und Silberschmieds und Kupferstechers Antonius Eisenhoit, des Nörder Architekten Johann Conrad Schlaun und der Maler Gottfried Beyer, Lorenz Humburg, Hans Kohlschein, Josef Kohlschein, Jenny Kork, Josef Sauerland, Wisa von Westphalen und Alfons Holtgreve.
- Hans Kohlschein (1879–1948), aus der Sammlung von Kurt Schultze, Dauerausstellung mit wechselnden Exponaten.

Zudem gibt es eine Artothek mit Werken von Günter Grass, Marcel Marceau, Edgar Schlubach, Alfons Holtgreve und weiteren Künstlern.

## Stadtarchiv
Das Stadtarchiv hat bedeutende mittelalterliche Bestände. Es enthält Urkunden zur Stadtgründung und -verfassung wie den Groten Breff von 1436 sowie eine Bibel von Hans Grüninger von 1485 aus dem Besitz des ehemaligen Warburger Dominikanerklosters u. a.